# Phaneroptera quadrivittata
Phaneroptera quadrivittata är en insektsart som beskrevs av Piza Jr. 1967. Phaneroptera quadrivittata ingår i släktet Phaneroptera och familjen vårtbitare. Inga underarter finns listade i Catalogue of Life.